# Iglesia de Santa Cruz la Real (Caleao)
La iglesia parroquial de Santa Cruz la Real es un templo católico que data del 16 de septiembre de 1594, situado en la localidad asturiana de Caleao, en el concejo de Caso (España). Fue declarada Bien de Interés Cultural en 2014.

## Historia
Fue erigida a finales del siglo XVI por un arquitecto y un promotor desconocidos, impulsados por motivos también ignotos. Se barajan no obstante las posibilidades de que pudiera haber sido construida sobre una antigua capilla del Calvario o sobre un camposanto.
Lo remoto de su enclave geográfico no fue impedimento para elevar un templo en consonancia con la realidad arquitectónica religiosa del momento, que pasaba por una fase (avanzada ya) de adaptación a los requerimientos de las nuevas clases emergentes de la sociedad asturiana. Pocos son los restos materiales conservados de esta fábrica inicial, limitándose a la portada sur de tradición clasicista, el trazado en planta del edificio (salvando los añadidos del cabildo y sacristía), así como la cubrición del tramo del presbiterio, a los que cabe añadir algún bien mueble del interior del templo como una pila bautismal o un incensario de plata. Existen asimismo dos tallas en madera de época románica que configuran uno de los mayores atractivos del edificio: la imagen de la Dolorosa y la de la Virgen de Ricao, ambas del siglo XIII.
Entre los añadidos estructurales posteriores, que van desde el siglo XVII hasta el siglo XIX (cuando se construye un nuevo cabildo), destaca sobremanera la decoración pictórica que se plasma sobre la práctica totalidad de los paramentos interiores del templo, obra acaecida en el año 1633. Salvo los motivos existentes en la bóveda de crucería, ningún otro se descubre al espectador, bien por hallarse cubierto por sucesivas capas de enlucido, bien por encontrarse ocultas tras retablos posteriores. Con todo, el siglo XVII habría acogido la erección del coro a los pies de la nave y el cuerpo del campanario; al siglo XVIII por su parte, pertenecería el nuevo acceso a la sacristía y la primera fábrica del cabildo, que sería rehecho durante el XIX.
El exterior del edificio contrasta pues con la enorme riqueza del interior, que guarda joyas como el retablo del altar mayor, de Antonio Borja y fechado en el primer tercio del siglo XVIII. A este se suman otros de gran calidad también como el retablo del Rosario (siglo XVIII), el de la Magdalena (siglo XVIII) o el del Carmen (finales del XVIII), sin olvidar otros bienes existentes en el mismo de gran calado estético y artístico, como la imagen románica de La Dolorosa, del siglo XIII, o la de la Virgen de Ricao, de la misma época.

## Actualidad
En 2015 se llevó a cabo una restauración, que costó 170 381 euros, pero que fue defectuosa, ya que el tejado no aguantó las primeras nevadas y el interior se vio afectado. En 2020 se anunció una nueva restauración para solventar estos problemas. Los vecinos también llevaron a cabo varias campañas para restaurar los retablos del templo.